# Heliand

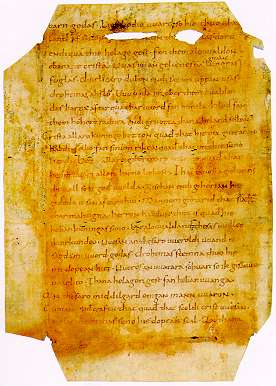
Excerpto del Heliand del Museo Histórico Alemán.

El Heliand ( /ˈhɛliənd/) es un poema épico en antiguo sajón escrito en la primera mitad del siglo IX. Su título significa "Salvador" en ese idioma (en alemán y en holandés se dice Heiland) y el poema es una paráfrasis bíblica que relata la vida de Jesús en verso aliterativo, típico de la épica germánica. Heliand es la obra más larga conocida en antiguo sajón.
El poema debió de haber sido relativamente popular y difundido ampliamente porque han sobrevivido dos versiones en manuscritos y cuatro versiones en fragmentos. Cuenta con alrededor de seis mil versos o líneas de poesía. Se conserva un prefacio, que podría haber sido encargado por Luis el Piadoso (rey de 814 a 840) o por Luis el Germánico (rey de 843 a 876). Este prefacio fue imprimido por primera vez por Matthias Flacius en 1562, y, aunque no tiene autoridad sobre los manuscritos, se ha considerado por lo general auténtico. La primera mención del poema propiamente en época moderna ocurrió cuando Franciscus Junius el Joven transcribió un fragmento en 1587. No fue imprimido hasta la edición de George Hickes en 1705. La primera edición moderna del poema fue publicada en 1830 por Johann Andreas Schmeller.

## Pasajes
A continuación se ofrecen las líneas 4537-4549, con su traducción al inglés y al español:
| Themu gi folgon sculun an sô huilike gardos, sô gi ina gangan gisehat, ia gi than themu hêrron, the thie hoƀos êgi, selƀon seggiad, that ik iu sende tharod te gigaruuuenne mîna gôma. Than tôgid he iu ên gôdlîc hûs, hôhan soleri, the is bihangen al fagarun fratahun. Thar gi frummien sculun uuerdscepi mînan. Thar bium ik uuiskumo selƀo mid mînun gesîđun." Thô uurđun sân aftar thiu thar te Hierusalem iungaron Kristes forđuuard an ferdi, fundun all sô he sprak uuordtêcan uuâr: ni uuas thes giuuand ênig. |

| tho sagda he that her scoldi cumin en wiscuning mari endi mahtig an thesan middelgardk bezton giburdies; quad that it scoldi wesan barn godes, quad that he thesero weroldes waldan scoldi gio te ewandaga, erdun endi himiles. He quad that an them selbon daga, the ina salingna an thesan middilgard modar gidrogi so quad he that ostana en scoldi skinan huit, sulic so wi her ne habdin er undartuisc erda endi himil odar huerigin ne sulic barn ne sulic bocan. (VII, 582-92) |

| Then he spoke and said there would come a wise king, magnificent and mighty, to this middle realm; he would be of the best birth; he said that he would be the Son of God, he said that he would rule this world, earth and sky, always and forevermore. he said that on the same day on which the mother gave birth to the Blessed One in this middle realm, in the East, he said, there would shine forth a brilliant light in the sky, one such as we never had before between heaven and earth nor anywhere else, never such a baby and never such a beacon |

| Entonces habló y dijo que vendría un rey sabio, magnífico y poderoso, a este reino medio; sería del mejor nacimiento, dijo que sería el Hijo de Dios, dijo que gobernaría este mundo, tierra y cielo, siempre y por la eternidad. Dijo que el mismo día en que la madre diera a luz al Bendecido en este reino medio, en el Este, dijo, que brillaría en adelante una brillante luz en el cielo, una como nunca hemos tenido antes entre el cielo y la tierra ni en ningún otro lado, nunca un niño tal y nunca una luminaria tal. |

## Manuscritos

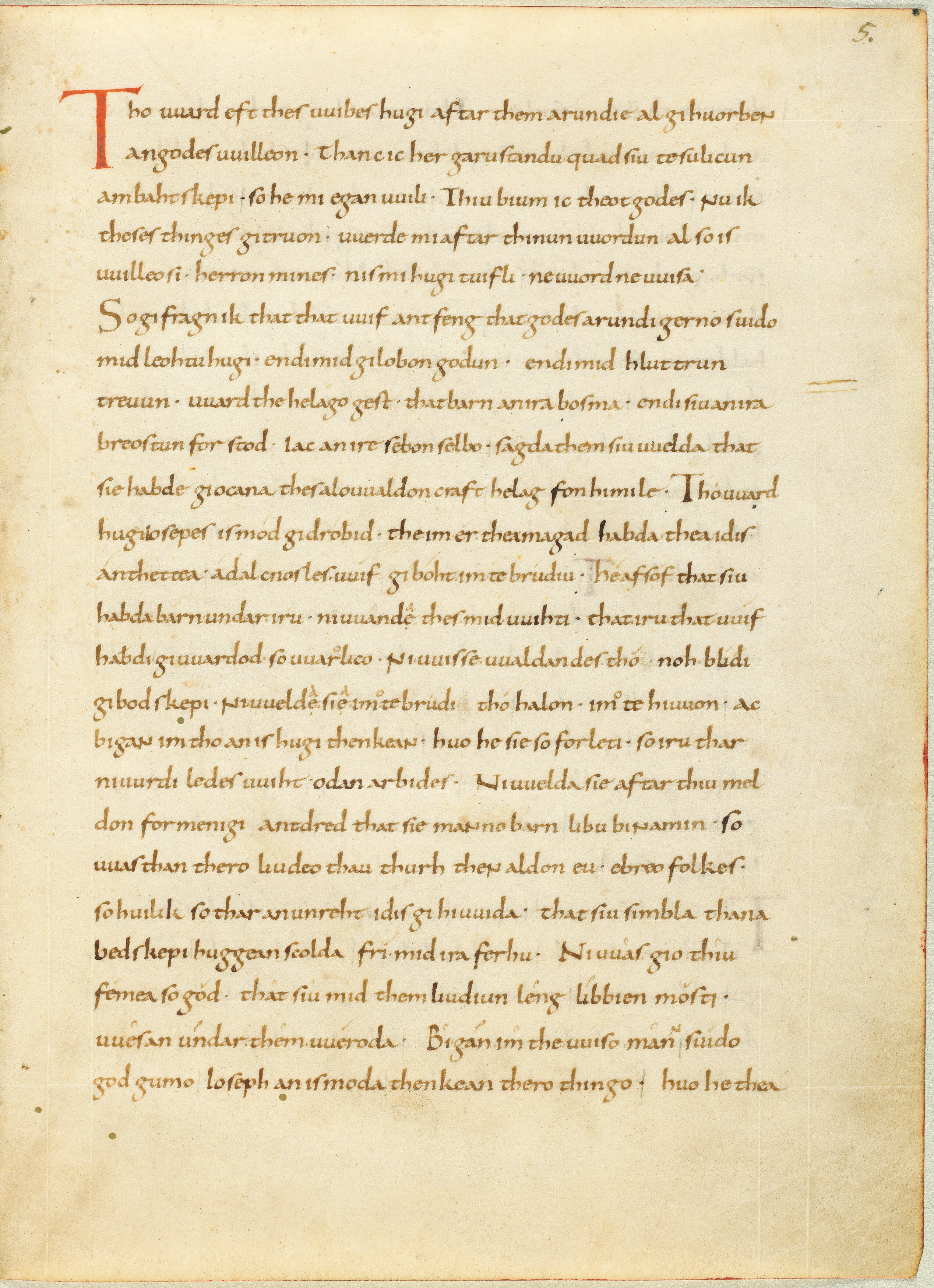
Manuscrito de Múnich.

El manuscrito del siglo IX sobre la historia del Evangelio, cuyo primer editor J. A. Schmeller, dio el apropiado nombre de Heliand, palabra usada en el texto para Salvador y que corresponde al inglés antiguo hǣlend y al moderno alemán y holandés Heiland, es, junto con los fragmentos de un poema basado en el Libro del Génesis, todo lo que se conserva de la literatura poética de los antiguos sajones, los sajones que continuaron viviendo en su hogar original tras la invasión de Gran Bretaña. Contiene en su totalidad seis mil líneas, y se conservan porciones del mismo en dos manuscritos prácticamente completos y cuatro fragmentos.
El Cotton MS. en la British Library, escrito probablemente en la segunda mitad del siglo X es uno de los manuscritos casi completos, finaliza en medio del viaje a Emaús. Se cree que tiene una organización más fiel al original porque está dividido en fitts o canciones. El manuscrito München MS. antiguamente en Bamberg, comienza en la línea 85 y tiene muchas lacunae, pero continúa la historia hasta el último versículo del Evangelio de San Lucas, aunque acaba en mitad de una frase y faltan las dos últimas fitt. Este manuscrito se conserva en Múnich en la Biblioteca Estatal de Baviera. Al ser escrito en piel de becerro, se ha preservado en buenas condiciones. Los neumas sobre el texto en esta versión revelan que el Heliand pudo haber sido cantado. Un fragmento descubierto en Praga en 1881 contiene las líneas 958–1006, y otro, en la Biblioteca Vaticana, descubierto por K. Zangemeister en 1894, contiene las líneas 1279–1358. Dos fragmentos adicionales fueron descubiertos más recientemente. El primero fue hallado en 1979 en una escuela jesuita de Straubing por B. Bischoff y es preservado en la Biblioteca Estatal de Baviera. Consiste en casi tres hojas que contienen 157 versos. El último fragmente fue hallado en Leipzig en 2006 por T. Doring y H. U. Schmid. Este fragmento únicamente contiene 47 versos, y se conserva en la actualidad en la Biblioteca Albertina.

## Contexto histórico
Como se ha mencionado, el Heliand fue probablemente escrito a petición del emperador Luis el Piadoso c. 830 para combatir la ambivalencia sajona hacia el cristianismo. Los sajones fueron obligados a convertirse a finales del siglo VIII e inicios del IX tras 33 años de conflictos entre los sajones liderados por Widukind y los francos de Carlomagno. Alrededor del momento de la escritura del Heliand, hubo una revuelta de los stelinga, las castas más bajas de la sociedad sajona. Murphy describe la significativa influencia que el Heliand tendría sobre el destino de la sociedad europea. Escribe que el autor del Heliand : «creó una síntesis cultural única entre el cristianismo y la sociedad guerrera germánica, una síntesis que plantaría la semilla que un día florecería en la cultura de la caballería, uno de los cimientos de la fundación de la Europa medieval».

## Autoría y relación con elGénesis antiguo sajón
El poema no se basa directamente en el Nuevo Testamento, sino en una Armonía de los Evangelios, el Diatessaron de Taciano, lo que demuestra el conocimiento del autor de los comentarios de Alcuino, Beda y Rabano Mauro.
Investigaciones tempranas, en particular la de Braune, hipotetizaban que el Heliand hubiese sido escrito por el mismo autor que el Génesis antiguo sajón, pero el consenso de los investigadores se alejó de esta opinión. Sievers ya había abandonado esa hipótesis cuando Braune publicaba su estudio. Gran parte del poema solo existe en una traducción en inglés antiguo, conocida como Génesis B. Las porciones que se han preservado en el idioma original están contenidas en el manuscrito del Vaticano que contiene el fragmento del Heliand mencionado anteriormente. En un idioma o en otro, existen tres fragmentos: (I) el pasaje que aparece como las líneas 235-851 del Génesis en inglés antiguo del manuscrito de Cædmon (MS Junius 11), sobre la rebelión de los ángeles y la tentación y caída de Adán y Eva (una breve parte de este (líneas 790-820), se halla también en el original antiguo sajón); (II) la historia de Caín y Abel, en 124 líneas; y (III), el relato de la destrución de Sodoma, en 187 líneas. La principal fuente del Génesis es la Biblia, pero Sievers demostró que se hizo un considerable uso de los poemas en latín de Alcimo Avito, De initio mundi y De peccato originali.
Los dos poemas dan muestra de genialidad y habilidad entrenada, aunque el poeta tenía la limitación de no desviarse demasiado de los originales sagrados. Dentro de los límites impuestos por la naturaleza de esta tarea, su tratamiento de las fuentes es destacablemente libre, obvia o altera valientemente detalles poco adecuados para su objetivo poético. En muchos pasajes, su trabajo da la impresión de no ser tanto una imitación de la épica antigua germánica, sino un genuino ejemplo de ella, aunque en este caso narra las vivencias de unos héroes que no pertenecen a la tradición germánica. En el Heliand, el Salvador y sus Apóstoles son presentados como un rey y sus fieles guerreros. Mientras algunos argumentan que el uso de frases tradicionales de la épica no parece ser, como en Cynewulf o el autor del Andreas, una mera continuación de modelos aceptados, sino más bien el modo espontáneo de expresión de alguien acostumbrado a cantar temas heroicos, otros argumentan que el Heliand fue compuesto de manera intencionada y metódica tras un cuidadoso estudio de las fórmulas de otros poemas germánicos. Los fragmentos del Génesis tienen un tono menos heroico, salvo por el espléndido pasaje que describe la rebelión de Satán y su hueste. Cabe destacar que el poeta, como John Milton, ve en Satán no a una mera personificación del mal, sino al arcángel caído, cuya abominable culpa no puede obliterar los restos de su majestad innata. Curiosamente, Enoc el hijo de Caín, es confundido con el Enoc que fue ascendido a los cielos -un error que el autor del Génesis antiguo sajón evita, aunque en el texto existente confunde los nombres de Enoch y Enós.
Estas evidencias externas sobre el origen del Heliand son evidentes en un documento en latín impreso por Flacio Illirico en 1562. Consta de dos partes: una en prosa, titulada (quizá por el propio Flacio) Praefatio ad librum antiquum in lingua Saxonica conscriptum y la otra en verso, Versus de poeta et Interpreta hujus codicis. El Praefatio comienza afirmando que el emperador Luis el Piadoso, deseoso de que sus súbditos poseyeran la palabra de Dios en su propia lengua, encargó a cierto sajón, que gozaba de estima entre sus compatriotas como un eminente poeta, que tradujera poéticamente el Antiguo y el Nuevo Testamento. El poeta obedeció voluntariosamente, puesto que previamente había recibido una orden divina para llevar a cabo la tarea. Puso en verso las más importantes partes de la Biblia con admirable habilidad, dividiendo su trabajo en vitteas, un término que según el autor equivale a lectiones o sententias. El Praefatio continúa indicando que el poeta, que hasta entonces no conocía el arte de la poesía, fue advertido en un sueño para que pusiera en verso los preceptos de la ley divina, lo que hizo con tanta habilidad que su obra sobrepasa en belleza a toda la otra poesía germánica (Ut cuncta Theudisca poemata suo vincat decore). El verso prácticamente reproduce el relato de Beda del sueño de Cædmon, sin mencionar el sueño, pero describiendo al poeta como un pastor, y añadiendo que su poema, que comienza con la creación, relata la historia de las cinco edades del mundo hasta la llegada de Cristo.

## Controversias

### Autoría
La sospecha de algunos investigadores tempranos de que tanto el Praefatio como el Versus pudieran ser una falsificación moderna es refutada por la aparición de la palabra vitteas, que en antiguo sajón es fihtea y que corresponde al inglés antiguo fitt, que significa un canto de un poema. Es imposible que un estudioso del siglo XVI conociera esta palabra, y la evidencia interna muestra claramente que tanto la prosa como el verso son de origen antiguo. El Versus, considerado en sí mismo, podría suponerse relacionado con Caedmon, pero la alusión a las cinco edades del mundo en las líneas finales está obviamente relacionada con la recolección de la abertura del Heliand (líneas 46-47). Se puede por lo tanto afirmar que tanto el Versus como el Praefatio atribuyen al autor del Heliand un relato poético del Antiguo Testamento. Este testimonio, de ser aceptado, confirma la adscripción a él de los fragmentos del Génesis, lo que asimismo se apoya en el hecho de que se hallan en el mismo manuscrito que contiene una porción del Heliand. Como el Praefatio habla del emperador Luis en tiempo presente, por lo menos su parte más antigua fue escrita probablemente durante su reinado, no más tarde de 840. La opinión general de los investigadores es que la parte final, que representa al poeta como receptor de su vocación en un sueño, es de un autor posterior, y que las frases de la primera parte que hablan del sueño son interpolaciones de este segundo autor. La fecha de estas adiciones, así como la del Versus, no tienen importancia, ya que las afirmaciones que contienen son increíbles.
Es imposible, según algunos investigadores, que el autor del Heliand fuera «otro Caedmon» —un hombre inculto que convierte en poesía lo que le leyeron de las Sagradas Escrituras—, ya que en muchos pasajes se sigue tan concretamente el texto de las fuentes que está claro que el autor lo escribió teniendo ante él libros en latín. Otros historiadores, no obstante, argumentan que la posibilidad de que el autor fuera un iletrado no debería ser descartada puesto que las traducciones parecen libres en comparación con las traducciones más textuales del Diatessaron de Taciano realizadas en el segundo cuarto del siglo IX en alto alemán antiguo. Por añadidura, el poema comparte gran parte de su estructura con la poesía aliterativa en inglés antiguo, noruego antiguo y alto alemán antiguo, ya que todas incluyen formas de poesía heroica que estaban disponibles solo oralmente y se transmitían de cantante a cantante. Las repeticiones de determinadas palabras o frases así como los inicios irregulares de los fitt (hay versos que comienzan en la mitad de la línea en lugar de al principio para ayudar a la aliteración), que se dan en el Heliand parecen extraños, pero toman sentido cuando se considera el poema como una canción para cantar en el salón de banquetes o en el monasterio. No hay razón para rechazar el testimonio prácticamente contemporáneo que afirma que el autor había ya ganado renombre como poeta antes de llevar a cabo su tarea por orden del emperador. Ciertamente no es imposible que un sajón cristiano, suficientemente educado y capaz de leer latín con facilidad, hubiera escogido seguir la vocación de juglar en lugar de entrar en un monasterio, y si tal persona existió, hubiera sido natural que hubiera sido elegido por el emperador para ejecutar sus designios. Como se ha dicho anteriormente, el tono de muchas partes del Heliand es el de un hombre que no imita una épica antigua, sino que está acostumbrado a cantar himnos heroicos.

### Cristianismo germánico
Los investigadores no están de acuerdo en si el tono general del Heliand hace que el texto sea un ejemplo de una Cristiandad germanizada o de una Alemania cristianizada. Algunos historiadores creen que las tradiciones germánicas de combate y enemistad se hallan tan bien pronunciadas como el mensaje subyacente de cómo es mejor ser manso que poderoso que el texto tiende más a la Cristiandad germanizada. Otros investigadores argumentan que el mensaje de mansedumbre es tan descarado que hace que el texto sea una representación de la Alemania cristianizada. Esta discusión es importante puesto que revela qué cultura, en aquel momento, era más penetrante en la otra.

### Uso por Lutero
Muchos historiadores se muestran de acuerdo en que Martín Lutero poseyó una copia del Heliand. Lutero hacía referencia al Heliand como un ejemplo para estimular la traducción de los Evangelios a las lenguas vernáculas. Asimismo, Lutero favoreció algunas denominaciones presentes en el Heiland sobre otras versiones del Evangelio, como en el caso del saludo a María en el Heliand, «eres querida por tu Señor», porque no le gustaba la noción de que un ser humano estuviera «lleno de gracia».

### Orígenes extracanónicos
Existe contención al opinar si el Heliand está relacionado con el Evangelio de Tomás, una versión judía/cristiana de los Evangelios hallada en 1956 que ha sido atribuida al apóstol Tomás. Quispel, un investigador neerlandés, argumenta que el autor de Heliand usó un primitivo Diatessaron, la armonía de los Evangelios escrita en 160-175 por Taciano, y que tendría relación con el Evangelio de Tomás por esta asociación. Otros estudiosos, como Krogmann afirman que el Heliand comparte el estilo poético del Diatessaron pero que el autor no tiene por qué haberse basado en esa fuente y que por lo tanto el Heliand no estaría relacionado con el Evangelio de Tomás.

## Ediciones y traducciones

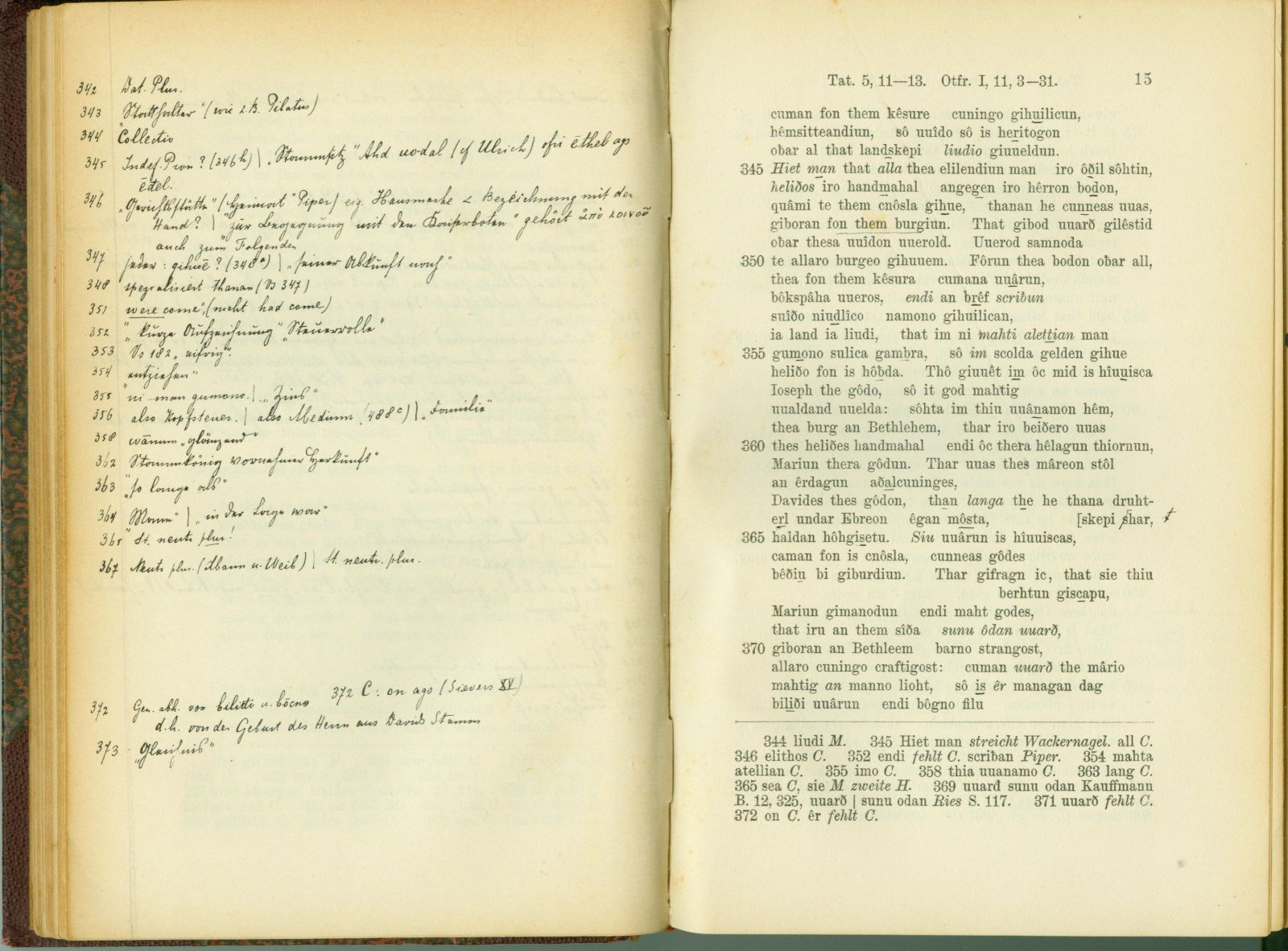
Edición de Otto Behaghel con notas.

La primera edición completa del Heliand fue publicada por Johann Andreas Schmeller en 1830; el segundo volumen, que incluía un glosario y una gramática, apareció en 1840. La edición estándar es la de Eduard Sievers (1877), y en ella aparecen, lado a lado, los textos impresos de los manuscritos Cotton y Múnich. No cuenta con un glosario, pero incluye un elaborado análisis de la dicción, sinonimia y características sintácticas del poema.
Otras ediciones útiles son las de Moritz Heyne (3.ª ed., 1903), Otto Behaghel (1882) y Paul Piper (1897, publica también fragmentos del Génesis). Los fragmentos del Heliand y del Génesis contenidos en el manuscrito Vaticano fueron editados en 1894 por Karl Zangemeister y Wilhelm Braune con el título Bruchstücke der altsächsischen Bibeldichtung.
James E. Cathey escribió Heliand: Text and Commentary en 2002 (Morgantown: West Virginia University Press, ISBN 0-937058-64-5), que incluye una versión editada del texto en el idioma original, comentarios en inglés y una útil gramática de antiguo sajón junto con un glosario que define todo el vocabulario de esta versión. Luther's Heliand: Resurrection of the Old Saxon Epic in Leipzig publicado en 2011 por Timothy Blaine Price es otro libro en inglés sobre la materia. Perspectives on the Old Saxon Heliand de 2010, editado por Valentine A. Pakis contiene ensayos críticos y comentarios. G. Ronald Murphy de la Universidad de Georgetown escribió dos libros sobre la materia: The Saxon Saviour: The Germanic Transformation of the Gospel in the Ninth-Century Heliand (Nueva York: Oxford University Press, 1989), y una traducción al inglés del poema The Heliand: The Saxon Gospel (Nueva York: Oxford University Press, 1992).
En 2012 se publicaron cuatro traducciones a cuatro dialectos sajones modernos fueron publicados por la editorial Uitgeverij TwentseWelle: en twents (traducción de Anne van der Meiden y Harry Morshuis), achterhoeks (Henk Krosenbrink y Henk Lettink), groningués (Sies Woltjer) y münsterlands (Hannes Demming), junto con una edición crítica del texto antiguo sajón realizada por Timothy Sodmann.
En idioma español la Editorial Marcial Pons publicó en 1996 Traducción del Heliand antiguo sajón al español (Madrid), trabajo realizado por María Pilar Fernández Álvarez y C. Búa-I. Juanes.